# خوسيه إغناثيو ريفيرو
خوسيه إغناثيو ريفيرو هو صحفي كوبي، ولد في 28 أكتوبر 1920 في هافانا في كوبا، وتوفي في 3 أغسطس 2011 في ميامي في الولايات المتحدة.